# Barbezieux-Saint-Hilaire
Barbezieux-Saint-Hilaire là một xã của tỉnh Charente, thuộc vùng Nouvelle-Aquitaine, tây nam nước Pháp.